# 狗鱼 (微型潜艇)

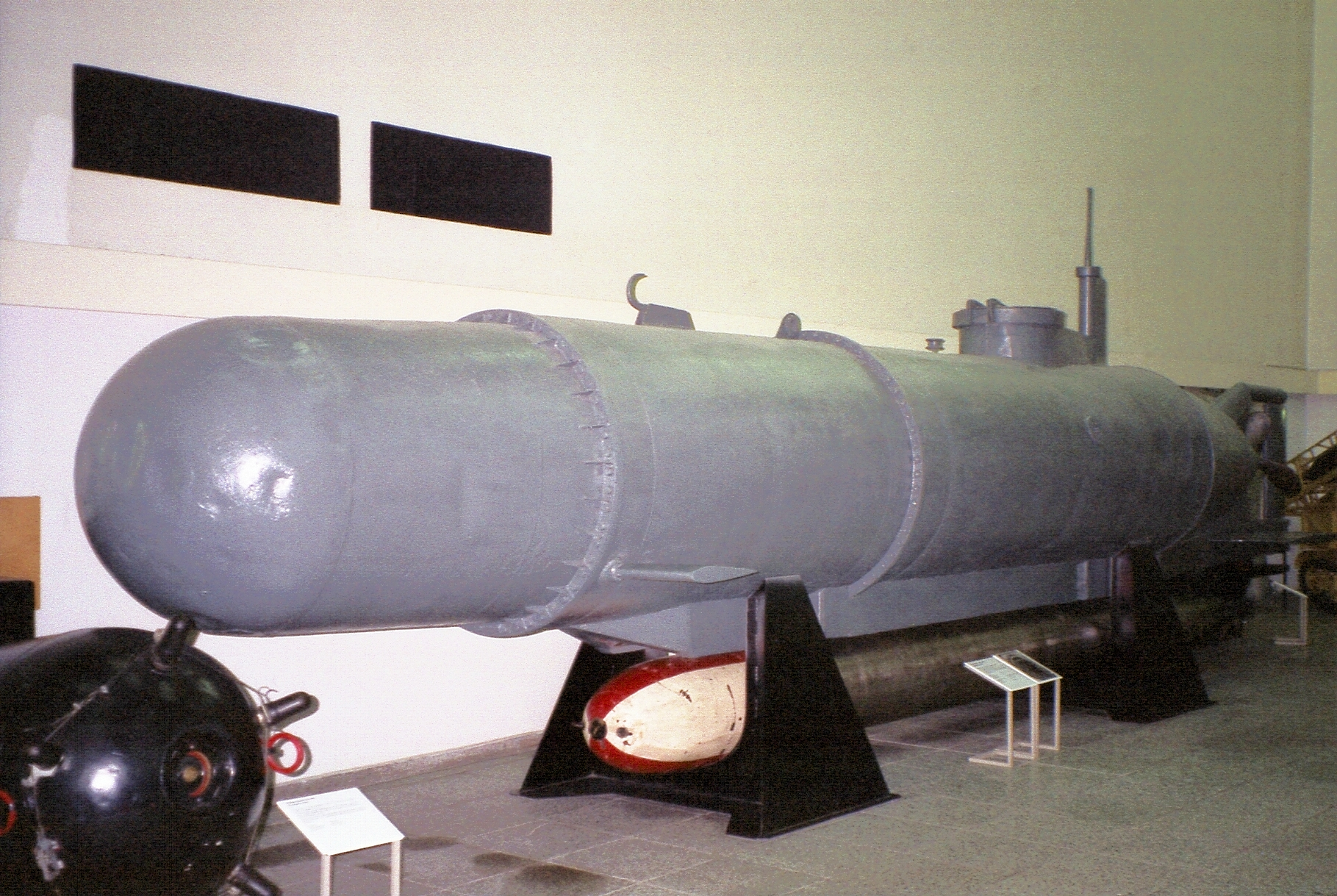
狗鱼型袖珍潜艇

狗鱼型袖珍潜艇又名27A型袖珍潜艇，是納粹德國在第二次世界大战期间研发的一种双人全电动微型潛艇。1944年5至8月间，德方共制造了53艘狗鱼型微型潛艇，但该型潜艇在测试中表现较差，因此从未被投入实战，大多被用作训练海豹型袖珍潜艇艇员的教练艇。